# Lycée Claude-Fauriel
Le lycée Claude-Fauriel est un établissement public local d'enseignement, à Saint-Étienne (Loire). Il comporte un lycée classique, avec des classes de seconde, première et terminale, ainsi que des classes préparatoires aux grandes écoles, un internat et un réfectoire.
Il a été nommé ainsi en hommage au célèbre historien et linguiste stéphanois du XIXe siècle, Charles-Claude Fauriel.

## Histoire

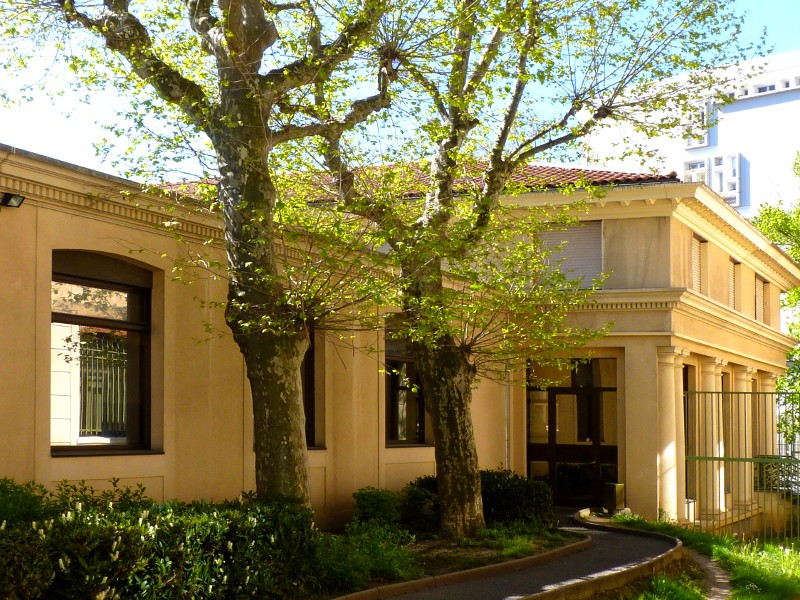
Réfectoire

Jusqu'au milieu du XIXe siècle, l'enseignement secondaire stéphanois est assuré à l'actuel lycée Gambetta. Mais l'augmentation rapide des étudiants pose des problèmes de place. Un rapport commandité par la ville décrit le lycée comme insalubre, comparé à « un pénitencier ».
C'est dès 1874 qu'est votée en conseil municipal la construction d'un nouveau lycée. Mais il faut attendre 1880 pour qu'un projet concret soit retenu : le nouveau lycée de garçons de Saint-Étienne sera édifié à Chantegrillet (à cheval sur l'actuel emplacement du lycée Étienne-Mimard et la colline au-dessus, jusqu'à la piscine).
En 1882, le projet est interrompu à la suite de diverses remarques quant à la possible instabilité des sols. Une nouvelle étude est lancée : trois sites sont étudiés : le site précité de Chantegrillet avec un projet de consolidation du sous-sol, un terrain vague à l'est de la place Jean-Jaurès (aujourd'hui occupé par le cinéma le Méliès) et les jardins de l'hôtel-Dieu. Cet Hôtel-Dieu occupait alors à peu près la place de la Grande Poste et la place Moine aujourd'hui. Ses immenses jardins s'étalaient jusqu'à la place de la Monta (sic), aujourd'hui la place Fourneyron.
Pour des raisons principalement économiques, c'est sur ces jardins qu'est décidée l'érection du lycée.
En 1884, c'est le projet du cabinet d'architecture parisien Denfert-Fritz qui est retenu. La construction ne débute cependant qu'en 1889. Celle-ci est rapide et les salles de classe sont prêtes pour la rentrée de 1890. C'est donc en 1890 qu'est inauguré le lycée, alors qu'une partie des bâtiments (le réfectoire ou l'externat) est encore en travaux. La fin définitive des travaux intervient en 1891 ; le lycée compte deux cours, comme aujourd'hui. Le lycée est prévu pour une capacité de 800 élèves.
En 1922, une stèle est érigée en l'honneur des anciens élèves morts au combat durant la Première Guerre mondiale. Celle-ci, sculptée par Joanny Durand, placée sur la face nord-ouest du lycée, à l'angle du cours Hippolyte-Sauzéa et de l'avenue de la Libération représente cinq grandes batailles de l'histoire de France associée à six personnages clé des dites batailles : 
- Poitiers et Charles Martel
- Bouvines et Philippe Auguste
- Patay et Jeanne d'Arc
- Valmy et Kellermann
- La bataille de la Marne représentée par deux poilus anonymes

## Enseignement
Le lycée abrite des élèves qui préparent les baccalauréats général (avec neuf enseignements de spécialité) et technologique (STMG). Le lycée accueille aussi des CPGE littéraires (khâgne A/L), économiques et commerciales (ECG), et scientifiques (MPSI, MP2I, PCSI, BCPST).
En plus d'une section européenne espagnole, il propose aux élèves, à partir de la classe de seconde, la section binationale bachibac, préparant au double diplôme du baccalauréat général français et du bachillerato espagnol.

## Lycée

### Classement du Lycée
En 2015, le magazine L'Express classe le lycée 25e sur 31 au niveau départemental quant à la qualité d'enseignement, et 1955e au niveau national. Le classement s'établit sur trois critères : le taux de réussite au bac, la proportion d'élèves de première qui obtient le baccalauréat en ayant fait les deux dernières années de leur scolarité dans l'établissement, et la valeur ajoutée (calculée à partir de l'origine sociale des élèves, de leur âge et de leurs résultats au diplôme national du brevet).

### Nouvelles technologies
Dès la rentrée 2014, le lycée Claude Fauriel et deux autres établissements de la région Rhône-Alpes bénéficient de robots (élaborés aux États-Unis) dans le cadre d'un test afin d'aider les élèves absents à suivre les cours depuis chez eux,,. Toutefois, il semble que cette expérience a été abandonnée.

## Classes préparatoires aux grandes écoles

### Classements des CPGE

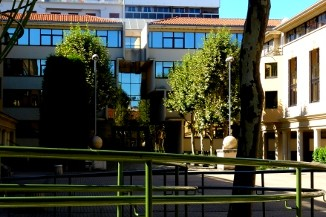
Bâtiment CPGE

Le classement national des classes préparatoires aux grandes écoles (CPGE) se fait en fonction du taux d'admission des élèves dans les grandes écoles. En 2022, L'Étudiant donnait le classement suivant pour les concours de 2021 :
| Filière | Élèves admis dans une des meilleures grandes écoles* | Taux d'admission* | Classement national  |
| --- | ---------------------------------------------------- | ----------------- | -------------------- |
| ECE | 11 / 28 élèves                                       | 39.3 %            | 58ème sur 98         |
| ECS | 12 / 38 élèves                                       | 31.6 %            | 71ème sur 89         |
| Khâgne LSH | 2 / 48 élèves                                        | 4.2 %             | 21ème ex æquo sur 79 |
| MP / MP* | 18 / 70 élèves                                       | 25.7 %            | 50ème sur 141        |
| PC / PC* | 13 / 55 élèves                                       | 23.6 %            | 44ème sur 107        |
| BCPST | 12 / 42 élèves                                       | 28.6 %            | 42ème sur 55         |
| Source : Classement 2022 des prépas - L'Étudiant (Concours de 2021). * le taux d'admission dépend des grandes écoles retenues par l'étude. En filières ECE et ECS, ce sont HEC, ESSEC, ESCP BS, EM Lyon, EDHEC, ENS Paris-Saclay, Ensae, Saint-Cyr, Audencia, Grenoble EM, Neoma, Skema, Toulouse BS. Pour les khâgnes, ce sont les 2 ENS, Chartres, HEC, ESSEC, ESCP BS, EM Lyon et EDHEC. En MP et PC, ce sont un panier de 26 écoles d'ingénieur qui a été retenu. En BCPST, ce sont un panier de 19 écoles d'ingénieur ou vétérinaire qui a été retenu. |                                                      |                   |                      |

## Partenariat
En août 2014, le proviseur Jean-Pierre Delbegue dévoile sur France Bleu un projet de partenariat avec la Chine.

## Personnalités liées au lycée

### Anciens élèves
- Jean Guitton, de l'Académie française (1901-1999), philosophe et écrivain français.
- Michel Durafour (1920-2017), homme politique français.
- Lucien Neuwirth (1924-2013), homme politique français.
- Jean-François Jarrige (1940-2014), président du Musée national des Arts asiatiques-Guimet, membre de l’institut
- Bernard Nave (d) (1945-2025), agrégé d'anglais, professeur de cinéma et président de la Fédération française Jean-Vigo des ciné-clubs de jeunes (FFCCJ)
- Paul Fournel (né en 1947), écrivain français.
- Robert Alexandre (1947-2018), écrivain français de science-fiction.
- Alain Meilland (né en 1948), chanteur, comédien et metteur en scène français.
- Jean-Luc Lavrille (né en 1952), poète français.
- Roland Ruel (né en 1961), comédien et acrobate du cirque du Soleil.

### Professeurs
- René Sturel (1885-1914), professeur agrégé de lettres en seconde (1909-1910). Son nom est inscrit au Panthéon parmi les 560 écrivains morts au combat pendant la Première Guerre mondiale.